# NGC 5088
NGC 5088 ist eine 12,6 mag helle Spiralgalaxie vom Hubble-Typ Sbc im Sternbild Jungfrau auf der Ekliptik. Sie ist schätzungsweise 60 Millionen Lichtjahre von der Milchstraße entfernt und hat einen Durchmesser von etwa 50.000 Lj.

Im selben Himmelsareal befinden sich u. a. die Galaxien NGC 5076, NGC 5077, NGC 5079, NGC 5097.
Das Objekt wurde am 18. April 1855 vom irischen Astronomen R. J. Mitchell, einem Assistenten von William Parsons, entdeckt.